# The Other Side of the Door
The Other Side of the Door ist ein indisch-britischer Horrorfilm des Regisseurs Johannes Roberts aus dem Jahr 2016. Kinostart in Großbritannien war am 4. März 2016, in Deutschland am 2. Juni 2016.

## Handlung
Nachdem Marias kleiner Sohn Oliver bei einem Unfall in Indien ums Leben kommt, bricht für sie die Welt zusammen. Sie unternimmt sogar einen Selbstmordversuch. Eines Tages hört sie von einem „magischen Ort“, an dem man sich Nachts in einem Tempel von den Toten verabschieden kann. Dabei muss allerdings die Tür zur Totenwelt geschlossen bleiben. Als Maria mit diesem Ritual tatsächlich mit Oliver in Kontakt treten kann, öffnet sie jedoch voller Hoffnung die Tür und löst dadurch eine Kettenreaktion unheimlicher Ereignisse aus.

## Deutsche Synchronisation
Der Film wurde durch die Firma Berliner Synchron GmbH Wenzel Lüdecke synchronisiert. Dialogregie führte Sven Hasper, der auch das Dialogbuch geschrieben hat.
| Rolle   | Darsteller/in       | Deutsche Synchronstimme |
| ------- | ------------------- | ----------------------- |
| Maria   | Sarah Wayne Callies | Antje von der Ahe       |
| Michael | Jeremy Sisto        | Peter Flechtner         |
| Lucy    | Sofia Rosinsky      | Paulina Hasper          |
| Oliver  | Logan Creran        | Jaron Müller            |
| Piki    | Suchitra Pillai     | Amrita Cheema-Behrendt  |

## Rezeption

### Kritiken
Die Kritiken fielen durchschnittlich bis negativ aus, so bemängelte die Cinema, dass der Film abgedroschen sei, „Schockeffekte aus der Mottenkiste“ biete und vor exotischer Kulisse für gähnende Langeweile sorge. Frank Schnelle von der Filmwebseite Filmstarts kritisierte, dass es der Story an Originalität und Logik fehle, der Film aber durch Atmosphäre und Exotik punkten könne. Die Internet-Plattform Rotten Tomatoes verzeichnete bei 38 ausgewerteten Kritiken nur 14 positive (37 %).

### Einspielergebnis
Der Film spielte bis Juni 2016 ca. 11,6 Millionen US-Dollar an den Kinokassen ein.